# 미요시 마사카쓰
미요시 마사카쓰(일본어: 三好政勝, 1536년 ~ 1632년 1월 31일)는 미요시 마사나가의 아들로, 미요시 마사야스(三好政康)의 동생이다. 관위는 우에몬노타이후(右衛門大夫), 이나바노카미(因幡守).

## 생애
미요시 나가요시(三好長慶)와 호소카와 하루모토가 대립하던 가운데, 1549년(덴분 18년), 아버지가 에구치 전투에서 미요시 나가요시에게 살해당하자, 사누키의 고자이 모토나리와 단바의 하타노 하루미치와 함께, 나가요시에 대하여 철저하게 맞섰다고 한다. 그러나 나가요시의 사후는, 미요시 일족으로서 미요시씨를 잘 보좌했다.
이윽고 오다 노부나가(織田信長)가 입경해 오자, 마사카쓰는 미요시 산닌슈(三好三人衆)와 함께 이즈미의 오다 측 성을 낙성시키고, 아시카가 요시아키를 혼코쿠지에서 공격하는 혼코쿠지의 변을 일으키는 등 노부나가에게 반하는 행동을 한다. 그러나 1570년(겐키 원년)의 노다 성·후쿠시마 성 전투가 한창일 때 노부나가에게 항복하고, 그의 가신이 되어 셋쓰의 영토가 안도되었다.
하지만 1572년(겐키 3년)에는 마쓰나가 히사히데(松永久秀)·미요시 요시쓰구와 호소카와 노부요시의 항쟁 중에, 마쓰나가 측에 속하여 노부나가가 비호하고 있던 노부요시를 공격했다(《에이로쿠 이후 연대기(永禄以来年代記)》). 이 기록을 마지막으로 얼마간 사료 상에서는 자취를 감춘다. 혼노지의 변 후에 도요토미 히데요시(豐臣秀吉)에게 사관했다고 여겨지며, 이후 자료에 등장하는 것은 1592년의 임진왜란에 즈음해, 히젠 나고야의 혼마루 반슈를 맡은 우마마와리로서이다(《태합기》). 히데요시의 사후는 도쿠가와 이에야스(德川家康)에게 사관하고, 세키가하라 전투 후는 2020석을 영유했다고 한다. 그 후는 도쿠가와 측으로 오사카 전투에도 출진하고, 96세라고 하는 장수를 누렸다.

## 사나다 십용사
마사카쓰는 사다나 십용사의 한 사람인 미요시 이사 뉴도(三好伊三入道)의 모델이라 여겨지고 있다. 실제 마사카쓰의 법명은 '이사(為三)'이다. 그러나 실제로 마사카쓰는 사나다씨와 아무 관련도 없다.